# Parisis australis
Parisis australis är en korallart som beskrevs av Wright och Studer 1889. Parisis australis ingår i släktet Parisis och familjen Parisididae. Inga underarter finns listade i Catalogue of Life.